# Пернис, Лотар Антон Альфред
Лотар Антон Альфред Пернис (нем. Lothar Anton Alfred Pernice; 18 августа 1841, Халле — 23 сентября 1901, Берлин) — немецкий правовед. Сын Людвига Вильгельма Антона Перниса.
Изучал право и филологию в Халле, Гёттингене и Тюбингене. В 1862 году получил учёную степень как правовед. Преподавал римское право в своём родном городе, с 1867 года приват-доцент, с 1870 года экстраординарный, с 1871 года ординарный профессор. С 1881 года жил и работал в Берлине, в 1884 году был избран в Прусскую академию наук.
Основной труд Перниса — книга «Марк Антистий Лабеон: Римский юрист» (нем. Marcus Antistius Labeo: Das Römische Privatrecht; 1873—1900, в пяти томах), по оценке Энциклопедии Брокгауза и Ефрона — «замечательное сочинение, в котором сделана попытка осветить состояние всей римской юриспруденции первого столетия империи». По мнению современного исследователя,

вообще всё развитие науки истории римского права (и, конечно, прежде всего — истории римского частного права) в последней трети XIX века было неразрывно связано с именем этого учёного.